# Leichtathletik-Länderkampf der Männer 1974 Niederlande – BR Deutschland – Belgien
| 25. Leichtathletik-Länderkampf mit bundesdeutscher Beteiligung 1974 | 25. Leichtathletik-Länderkampf mit bundesdeutscher Beteiligung 1974 |
| ------------------------------------------------------------------- | ------------------------------------------------------------------- |
|                                                                     |                                                                     |
| Ländervergleich der Männer: Niederlande – BR Deutschland – Belgien  |                                                                     |
| Austragungsort                                                      | Papendal                                                            |
| Wettbewerbe                                                         | 20                                                                  |
| Datum                                                               | 11. August                                                          |
| 1. FRG 2. BEL 3. NLD                                                | 154 Punkte 152 Punkte 116 Punkte                                    |
| Chronik                                                             |                                                                     |
| ← FRG-URS/FRG-FRA (F)                                               | FRG-USA Marathon (F) →                                              |

Der 25. Vergleich des Länderkampfjahres 1974 war ein Dreiländerkampf der Männer mit gemeinsamer Wertung zwischen den Niederlanden, der Bundesrepublik Deutschland und Belgien. Am 11. August trafen sich die drei Länder im niederländischen Papendal zum dritten Mal in dieser Konstellation. Beide vorangegangenen Begegnungen hatte die Bundesrepublik vor Belgien und den Niederlanden gewonnen. Auch in Zweiervergleichen gegen diese Gegner hatte die Bundesrepublik Deutschland immer die Oberhand behalten. In diesem Jahr musste die bundesdeutsche Mannschaft wegen des am selben Wochenende stattfindenden Länderkampfs gegen die Sowjetunion und gegen Frankreich in einer Besetzung aus der zweiten Reihe antreten.
Es war der letzte Länderkampf vor den Europameisterschaften in Rom.

## Wettbewerbe und Modus
Auf dem Programm standen die bei Länderkämpfen der Männer üblichen zwanzig Disziplinen. Aus dem olympischen Wettbewerbskatalog fehlten nur der Marathonlauf, die beiden Disziplinen im Straßengehen und der Zehnkampf. Die Wertung in den Einzeldisziplinen erfolgte nach folgendem System: 1. Platz: 7 P / 2. Pl.: 5 P / 3. Pl.: 4 P / 4. Pl.: 3 P / … In den Staffeln wurden die Punkte mit sieben zu vier zu zwei verteilt.

## Ergebnis
In den Einzelläufen sammelte das belgische Team mit sechs Siegen bei zwei Doppelerfolgen die eindeutig meisten Punkte. Die Niederländer kamen hier bei einem Doppelerfolg auf zwei Disziplinsiege und ein Remis mit ihren bundesdeutschen Gegnern. Die Bundesrepublik konnte im Bereich Einzellauf lediglich einen Wettbewerb für sich verbuchen – diesen mit einem Doppelerfolg – und erreichte ein Unentschieden mit den Niederlanden. Von den beiden Staffeln ging eine an die Bundesrepublik und die andere an die Niederlande. In den technischen Disziplinen war die Bundesrepublik die stärkste Mannschaft. Für dieses Team gab es in den Sprüngen zwei Siege und ein Remis bei zwei Doppelerfolgen. Belgien gewann einen Wettbewerb und erzielte ein Unentschieden. Auch in der Kategorie Wurf/Stoß trennten sich die Bundesrepublik und Belgien in einer Disziplin unentschieden. Die anderen drei Wettbewerbe in diesem Bereich entschieden die bundesdeutschen Leichtathleten für sich. Am Ende setzte sich das bundesdeutsche Team trotz seiner Zweitbesetzung gegen beide Kontrahenten durch und es gab die identische Reihenfolge der ersten beiden Aufeinandertreffen. Die Bundesrepublik Deutschland siegte allerdings nur sehr knapp mit 154 Punkten vor den nur zwei Punkte zurückliegenden Belgiern. Die Niederlande kam mit 116 Punkten auf den dritten Platz.

## Legende
Kurze Übersicht zur Bedeutung der Symbolik – so üblicherweise auch in sonstigen Veröffentlichungen verwendet:
| DNF | nicht im Ziel (did not finish) |
| NMH | keine Höhe (No Mark)           |

## Resultate

### 100 m
| Platz | Athlet        | Land | Zeit (s) |
| ----- | ------------- | ---- | -------- |
| 1     | Lambert Micha | BEL  | 10,6     |
| 2     | Bert de Jager | NLD  | 10,8     |
| 3     | Gerold Hein   | FRG  | 10,8     |
| 4     | Harald Werner | FRG  | 10,8     |
| 5     | Guido Stas    | BEL  | 11,0     |
| 6     | Sammy Monsels | NLD  | 12,0     |

### 200 m
| Platz | Athlet                 | Land | Zeit (s) |
| ----- | ---------------------- | ---- | -------- |
| 1     | Raymond van Heerenveen | NLD  | 21,1     |
| 2     | Lambert Micha          | BEL  | 21,2     |
| 3     | Bert de Jager          | NLD  | 21,4     |
| 4     | Klaus Lemke            | FRG  | 21,4     |
| 5     | Friedhelm Grimmiger    | FRG  | 21,6     |
| 6     | M. Demarchi            | BEL  | 21,8     |

### 400 m
| Platz | Athlet                | Land | Zeit (s) |
| ----- | --------------------- | ---- | -------- |
| 1     | Toine van de Goolberg | NLD  | 47,3     |
| 2     | Lothar Krieg          | FRG  | 47,4     |
| 3     | Gabriel Degeyter      | BEL  | 48,1     |
| 4     | Gerhard Schröder      | FRG  | 48,3     |
| 5     | Chris Allemeersch     | BEL  | 48,5     |
| 6     | Rob Mahieu            | NLD  | 49,1     |

### 800 m
| Platz | Athlet              | Land | Zeit (min) |
| ----- | ------------------- | ---- | ---------- |
| 1     | Johan Van Wezer     | BEL  | 1:49,4     |
| 2     | Reinhold Soyka      | FRG  | 1:49,5     |
| 3     | Rijn van den Heuvel | NLD  | 1:49,8     |
| 4     | Robert Hoofd        | BEL  | 1:49,9     |
| 5     | Philip Smits        | NLD  | 1:51,5     |
| 6     | Joachim Strauß      | FRG  | 1:55,8     |

### 1500 m
| Platz | Athlet            | Land | Zeit (min) |
| ----- | ----------------- | ---- | ---------- |
| 1     | Eddy Van Mullem   | BEL  | 3:43,9     |
| 2     | Emiel Puttemans   | BEL  | 3:43,9     |
| 3     | Haico Scham       | NLD  | 3:44,0     |
| 4     | Henning von Papen | FRG  | 3:47,4     |
| 5     | Rudi Pagel        | FRG  | 3:48,2     |
| 6     | Bram Wassenaar    | NLD  | 3:48,2     |

### 5000 m
| Platz | Athlet          | Land | Zeit (min) |
| ----- | --------------- | ---- | ---------- |
| 1     | Leo Schots      | BEL  | 13:40,2    |
| 2     | Jos Hermens     | NLD  | 13:45,4    |
| 3     | Marc Smet       | BEL  | 13:51,2    |
| 4     | Gerard Tebroke  | NLD  | 13:54,2    |
| 5     | Karl Mann       | FRG  | 14:15,6    |
| DNF   | Friedrich Kreth | FRG  |            |

### 10.000 m
| Platz | Athlet          | Land | Zeit (min) |
| ----- | --------------- | ---- | ---------- |
| 1     | Willy Polleunis | BEL  | 28:59,4    |
| 2     | Karel Lismont   | BEL  | 29:01,8    |
| 3     | Piet Vonk       | NLD  | 29:23,8    |
| 4     | Karl Freitag    | FRG  | 29:47,4    |
| 5     | Cor Vriend      | NLD  | 29:55,0    |
| 6     | Dieter Brand    | FRG  | 30:20,2    |

### 110 m Hürden
| Platz | Athlet             | Land | Zeit (s) |
| ----- | ------------------ | ---- | -------- |
| 1     | Werner Eikmeier    | FRG  | 14,4     |
| 2     | Bernd Leyhe        | FRG  | 14,4     |
| 3     | Jan-Willem Boogman | NLD  | 14,7     |
| 4     | Freddy Herbrand    | BEL  | 14,7     |
| 5     | Jacques Lesecque   | BEL  | 14,8     |
| 6     | Roel Keus          | NLD  | 14,9     |

### 400 m Hürden
| Platz | Athlet                    | Land | Zeit (s) |
| ----- | ------------------------- | ---- | -------- |
| 1     | Jan Struyk                | NLD  | 50,9     |
| 2     | Frank Nusse               | NLD  | 51,2     |
| 3     | Dieter Friedrich          | FRG  | 51,9     |
| 4     | Fritz Tille               | FRG  | 52,0     |
| 5     | Willy Van den Wijngaarden | BEL  | 53,0     |
| 6     | René Ravets               | BEL  | 54,0     |

### 3000 m Hindernis
| Platz | Athlet               | Land | Zeit (min) |
| ----- | -------------------- | ---- | ---------- |
| 1     | Paul Thys            | BEL  | 8:35,8     |
| 2     | Willi Wagner         | FRG  | 8:53,8     |
| 3     | Herbert Leyens       | BEL  | 8:57,2     |
| 4     | Hans-Dieter Schulten | FRG  | 8:59,2     |
| 5     | Steef Kijne          | NLD  | 9:09,0     |
| 6     | Pieter Vos           | NLD  | 9:12,6     |

### 4 × 100 m Staffel
| Platz | Besetzung      | Land                                                       | Zeit (s) |
| ----- | -------------- | ---------------------------------------------------------- | -------- |
| 1     | BR Deutschland | Harald Werner Gerold Hein Klaus Lemke Karlheinz Weisenseel | 41,1     |
| 2     | Niederlande    | Bert de Jager Henk Brouwer Coen Jansen Sammy Monsels       | 41,1     |
| 3     | Belgien        | Lambert Micha Freddy Geeroms Guido Stas Philippe Housiaux  | 42,3     |

### 4 × 400 m Staffel
| Platz | Besetzung      | Land                                                                        | Zeit (min) |
| ----- | -------------- | --------------------------------------------------------------------------- | ---------- |
| 1     | Niederlande    | Raymond van Heerenveen Jan Struyk Rijn van den Heuvel Toine van de Goolberg | 3:10,0     |
| 2     | BR Deutschland | Walter Hütter Gerhard Schröder Udo Thiel Lothar Krieg                       | 3:14,5     |
| 3     | Belgien        | Gabriel Degeyter Thees M. Demarchi Willy Van den Wijngaarden                | 3:15,5     |

### Hochsprung
| Platz | Athlet             | Land | Höhe (m) |
| ----- | ------------------ | ---- | -------- |
| 1     | Bruno Brokken      | BEL  | 2,08     |
| 2     | Jürgen Lichtenberg | FRG  | 2,08     |
| 3     | Guy Moreau         | BEL  | 2,04     |
| 4     | Bernd Mühle        | FRG  | 2,00     |
| 5     | Johan Bode         | NLD  | 1,95     |
| 6     | Leo Poirot         | NLD  | 1,90     |

### Stabhochsprung
| Platz | Athlet               | Land | Höhe (m)                       |
| ----- | -------------------- | ---- | ------------------------------ |
| 1     | Hans Gedrat          | FRG  | 4,70                           |
| 2     | Eltjo Schutter       | NLD  | 4,60                           |
| 3     | Elie Van Vlierberghe | BEL  | 4,50                           |
| 4     | Émile Dewil          | BEL  | 4,50                           |
| NMH   | Wolfgang Mohr        | FRG  | Anfangshöhe nicht übersprungen |
| NMH   | Bert Krijnen         | NLD  | Anfangshöhe nicht übersprungen |

### Weitsprung
| Platz | Athlet             | Land | Weite (m) |
| ----- | ------------------ | ---- | --------- |
| 1     | Helmut Klöck       | FRG  | 7,43      |
| 2     | Hans-Jürgen Berger | FRG  | 7,37      |
| 3     | Roy Sedoc          | NLD  | 7,31      |
| 4     | Yves Theissen      | BEL  | 7,30      |
| 5     | Jan Drent          | NLD  | 7,04      |
| 6     | Ronald Desruelles  | BEL  | 6,87      |

### Dreisprung
| Platz | Athlet            | Land | Weite (m) |
| ----- | ----------------- | ---- | --------- |
| 1     | Bernd Sussner     | FRG  | 14,95     |
| 2     | Joachim Papior    | FRG  | 14,83     |
| 3     | Albert Van Hoorn  | BEL  | 14,75     |
| 4     | Luc Carlier       | BEL  | 14,70     |
| 5     | Eddy Ijzerman     | NLD  | 14,30     |
| 6     | Hans van den Berg | NLD  | 13,86     |

### Kugelstoßen
| Platz | Athlet             | Land | Weite (m) |
| ----- | ------------------ | ---- | --------- |
| 1     | Josef Forst        | FRG  | 19,42     |
| 2     | Henning Maßholder  | FRG  | 17,92     |
| 3     | Georges Schroeder  | BEL  | 17,53     |
| 4     | Bertrand De Decker | BEL  | 16,08     |
| 5     | Harm Hummel        | NLD  | 14,52     |
| 6     | Robert Hermans     | NLD  | 14,44     |

### Diskuswurf
| Platz | Athlet               | Land | Weite (m) |
| ----- | -------------------- | ---- | --------- |
| 1     | Georges Schroeder    | BEL  | 54,88     |
| 2     | Josef Forst          | FRG  | 54,22     |
| 3     | Harry Zitzen         | NLD  | 51,12     |
| 4     | Karl-Heinz Steinmetz | FRG  | 49,80     |
| 5     | Robert Hermans       | NLD  | 49,78     |
| 6     | Robert Van Schnoor   | BEL  | 49,44     |

### Hammerwurf
| Platz | Athlet           | Land | Weite (m) |
| ----- | ---------------- | ---- | --------- |
| 1     | Hans-Martin Lotz | FRG  | 67,98     |
| 2     | Peter Rieck      | FRG  | 63,32     |
| 3     | Marcel Hertoghs  | BEL  | 54,14     |
| 4     | Carel ter Horst  | NLD  | 50,24     |
| 5     | Jacques Martier  | BEL  | 49,40     |
| 6     | Wim Shoemaker    | NLD  | 45,16     |

### Speerwurf
| Platz | Athlet          | Land | Weite (m) |
| ----- | --------------- | ---- | --------- |
| 1     | Hanno Struse    | FRG  | 70,80     |
| 2     | Tonni Duchateau | BEL  | 68,46     |
| 3     | Reinhard Lange  | FRG  | 65,48     |
| 4     | Dirk Kooreman   | NLD  | 64,00     |
| 5     | Luc Carlier     | BEL  | 61,30     |
| 6     | Jack van Merode | NLD  | 57,28     |